# Natriumdikromat
Natriumdikromat är ett salt av natrium och kromsyra med formeln Na2Cr2O7. Förekommer även med 2 molekyler kristallvatten.

## Framställning
Natriumdikromat framställs i stor skala från malm som innehåller dikromtrioxid (Cr2O3) genom att reagera med natriumhydroxid (NaOH) vid ca 1000 °C tillsammans med luft.
{\displaystyle {\rm {Cr_{2}O_{3}+2\ NaOH+O_{2}\rightarrow Na_{2}Cr_{2}O_{7}}}}

## Användning
Natriumdikromat är det första steget att utvinna krom ur malm som innehåller kromföreningar. Den natriumdikromat som bildas är löslig i vatten medan motsvarande järn- och aluminium-föreningar inte är det.
Natriumdikromat används också som oxidationsmedel i organisk syntes, till exempel för att oxidera sekundära alkoholer till motsvarande ketoner, eller tillsammans med svavelsyra, till att dubbelbinda en syreatom till ett derivat.

## Olyckor
År 2003 utsattes hundratals amerikanska soldater och många fler civila irakier för natriumdikromat från ett av amerikanska nationalgardets vattenreningsverk i Irak. Många av de som utsattes har dött eller fått bestående men.